# Mouxy
Mouxy är en kommun i departementet Savoie i regionen Auvergne-Rhône-Alpes i sydöstra Frankrike. Kommunen ligger i kantonen Aix-les-Bains-Sud som tillhör arrondissementet Chambéry. År 2022 hade Mouxy 2 291 invånare.

## Befolkningsutveckling
Antalet invånare i kommunen Mouxy
| Referens: INSEE |